# Ordonnances alphonsines

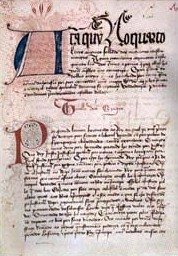
Page décorée des Ordonnances Afonsinas, une compilation juridique de l'histoire du droit du Portugal.

Les Ordonnances alphonsines, ou Code alphonsin, figurent parmi les premiers recueils de lois de l'ère moderne. Elles ont été promulguées sous le règne d’Alphonse V, roi du Portugal (1438-1481). Ce code devait rendre plus clair l'application du droit canonique et romain dans le royaume portugais. Après une longue période de gestation, les premières copies du manuscrit firent leur apparition au milieu du XVe siècle. Il ne fut pas appliqué de manière uniforme sur tout le royaume mais resta en vigueur jusqu'à la promulgation des Ordonnances manuélines.

## Histoire
La nécessité d'une codification générale des lois devient pressante sous la dynastie d'Aviz (1385-1581/82). À plusieurs reprises, les Cortes avaient demandé à Jean Ier d'établir un recueil qui permettrait de coordonner et d'actualiser le droit en vigueur, ceci afin de renforcer la foi en la justice et de simplifier son fonctionnement. Ce nécessaire travail de compilation était défendu en particulier par João das Regras, éminent bras droit du roi lors de la révolution des Aviz. Les travaux ne commenceront pourtant qu'après sa mort, en 1404. Pour mener à bien cette mission, Édouard Ier fit appel à Rui Fernandes, qui terminera le travail en 1446 à Arruda dos Vinhos.
Ce projet fut révisé par ordre de l'infant Pierre. Il subira certaines altérations après le passage par une commission comprenant Lopo Vasques, corregidor de la ville de Lisbonne, ainsi que les conseillers de la cour suprême de justice Luís Martins et Fernão Rodrigues. Il est probable que les travaux aient pris fin en 1448, toujours sous la régence de Pierre, bien que les ordonnances incluent des lois de 1454. De João Mendes ou Rui Fernandes, on ignore lequel est l'auteur des différentes parties. À propos des sources utilisées, on sait, par contre, que les compilateurs se sont, en règle générale, servis de lois déjà existantes. De nombreuses dispositions furent extraites des droits romain et canonique, soit directement, soit à travers les ouvrages de commentateurs. On pense que le Livro das Leis e Posturas et les Ordonnances d'Édouard ont servi de travaux préparatoires de codification alphonsine. Néanmoins, les textes ne furent pas toujours reproduits de manière exacte et les compilateurs attribuèrent fréquemment à un monarque des lois élaborées par un autre.
Les Ordonnances ne purent être imprimées durant la période où elles furent en vigueur même si l'imprimerie de Johannes Gutenberg existait déjà en Allemagne depuis 1439 :
Le retard dans la production de copies manuscrites semble avoir été l'un des problèmes rencontrés pour son application dans tout le royaume. Au Portugal, l'imprimerie ne fit son apparition qu'autour de 1487 et fut aussitôt utilisée pour éditer la législation ecclésiastique et monarchique, en effet, comme l'affirma Manuel Ier lui-même : « nécessaire est le noble art de l'imprimerie [...] à un bon gouvernement, car ainsi les ministres de la justice peuvent se servir de nos lois et de nos ordonnances avec plus de facilités et moins de dépenses, tandis que les prêtres peuvent administrer les sacrements de notre sainte mère l'Église. »

## Structure
Les Ordonnances sont divisées en cinq livres, à l'image des Décrets du pape Grégoire IX. Chaque livre est précédé d'un préambule, plus long dans le premier, étant donné que l'on y raconte la genèse de ce recueil.
- Le livre I concerne l'administration et la justice.
- Le livre II traite de la relation entre l'État et Église, des Biens économiques et des privilèges de l’Église, de l'impôt royal et de sa perception, de la juridiction des donateurs, des prérogatives de la noblesse et de la législation spéciale concernant les juifs et les maures.
- Le livre III traite essentiellement de la procédure civile.
- Le livre IV aborde le droit civil: règles concernant les contrats, les testaments, les tutelles, les formes de distributions et de cens des terres, etc.
- Le dernier livre traite du droit pénal: les crimes et leurs peines respectives.

Bien que comprenant cinq livres, les Ordonnances étaient loin de former un système complet. En droit privé, certains points ont été oubliés tandis que d'autres sont bizarrement abordés. On ne peut pas parler non plus d'un modèle d'organisation.

## Héritage et influence
Comparées à ce qui existe alors dans les autres pays, les Ordonnances sont remarquables. Elles occupent une position à part dans l'histoire du droit portugais. Elles représentent l'aboutissement de l'évolution législative depuis Alphonse III. Elles fournirent la base des recueils suivants qui se limitèrent à en faire une actualisation. Remplacées sous le règne de Manuel Ier, elles tombèrent rapidement dans l'oubli sans jamais avoir été imprimées.

## Référence de traduction
- (pt) Cet article est partiellement ou en totalité issu de l’article de Wikipédia en portugais intitulé « Ordenações Afonsinas » (voir la liste des auteurs).